# اوریل آنتونا
آوریل آنتونا (اسپانیایی: Uriel Antuna‎؛ زادهٔ ۲۱ اوت ۱۹۹۷) بازیکن فوتبال اهل مکزیک است.
از باشگاه‌هایی که در آن بازی کرده‌است می‌توان به باشگاه فوتبال لس آنجلس گلکسی، باشگاه فوتبال گوادالاخارا، و باشگاه فوتبال منچستر سیتی اشاره کرد.
وی همچنین در تیم‌های ملی فوتبال زیر ۲۳ سال مکزیک و مکزیک بازی کرده‌است.